# Амайа. Дитя вампира
«Амайа. Дитя вампира» (баск. Ilargi guztiak) — испанский драматический фильм ужасов 2020 года. Главную роль исполнила актриса Айсеа Карнерос.
Мировая премьера состоялась 20 декабря 2020 года в Мадриде. 13 октября 2022 года фильм вышел в российский прокат.

## Сюжет
1876 год. В суматохе последней карлистской войны загадочная женщина, живущая глубоко в лесу, спасает от смерти маленькую девочку по имени Амайа, живущую в местном приюте. Вскоре ребёнок начинает осозновать всю тяжесть своего положения. Ведь та, что казалась ей добрым ангелом и заменила мать, на самом деле — кровожадная вампирша, обретшая на муки вечной жизни и Амайю. После ее убийства, Амайа пытается вести существование обычного человека. Но облегчение ей может дать лишь освобождение от оков бессмертия.

## В ролях
- Айсеа Карнерос — Амайа
- Хосеан Бенгоэчеа — Кандидо
- Ициар Итуньо — мать
- Сорион Эгилеор — дон Себастьян
- Лир Кесада — Мигель
- Элена Урис — старшая монахиня[3]
- Мириам дель Прадо — монахиня
- Хосе Мария Муньос Лопес — пастор

## Съёмки
Основной съёмочный процесс стартовал в начале 2020 года. 13 марта 2020 года из-за пандемии COVID-19 его пришлось приостановить, 1 июня работа над проектом возобновилась.

## Награды и номинации
Фильм был представлен на МКФ «Фантазия», где получил награды за лучший фильм Европы, Северной и Южной Америки, а также за лучшую режиссуру.

## Восприятие
Как отмечает автор портала Cineuropa Альфонсо Ривера, «прежде всего, баскский режиссёр использует эту ужасную историю, чтобы подчеркнуть тёмную, эгоистическую сторону любви, когда мы ошибочно думаем, что любимый человек — наша частная собственность». Мэтт Донато (Paste) оценил фильм в 7 баллов из 10, посчитав его в целом успешным и скорее трогательным, чем ужасающим.